# Gliedergürteldystrophie 2O
Die Gliedergürteldystrophie 2O (LGMD2O) ist eine sehr seltene Erkrankung aus der Gruppe der Gliedergürteldystrophien. Nach der Klassifikation von Online Mendelian Inheritance in Man von 2011 wird die Erkrankung auch als Gliedergürtel-Muskeldystrophie-Dystroglykanopathie Typ C3 (englisch Limb-Girdle Muscular Dystrophy-Dystroglycanopathy Type C4, MDDGC3) bezeichnet. Die LGMD2O wird durch eine Mutation im POMGnT1-Gen verursacht und autosomal-rezessiv vererbt. POMGNT1 kodiert für ein Enzym, das als Protein O-linked-mannose beta-1,2-N-acetylglucosaminyltransferase 1 bezeichnet wird und an der Glykosylierung von α-Dystroglykan beteiligt ist. Die Erkrankung wird daher auch zu den Dystroglykanopathien gezählt.
Bisher gibt es nur eine Fallbeschreibung einer irischen Patientin. Bei dieser Patientin zeigte sich eine proximale Muskelschwäche (Gliedergürteltyp) mit Erstmanifestation im 12. Lebensjahr und raschem Fortschreiten sowie eine Myopie.
Mutationen im POMGNT1-Gen können zu einem breiten klinischen Spektrum mit unterschiedlichen Phänotypen führen (allelische Erkrankungen). Neben der LGMD2O, der mildesten aber auch seltensten Form, kann es auch zu kongenitalen Muskeldystrophien kommen, deren klinischer Verlauf deutlich schwerer ist.
Bei der kongenitale Muskeldystrophie-Dystroglykanopathie mit mentaler Retardierung Typ B3 (MDDGB3) beginnt die Erkrankung bereits kongenital. Sie ist durch eine Gliedergürteldystrophie, Myopie, Optikusatrophie, erhöhte Kreatinkinase und strukturelle Hirnveränderungen einhergehend mit mentaler Retardierung gekennzeichnet. Bei den kongenitalen Muskeldystrophien POMGNT1-assoziiertes Walker-Warburg-Syndrom und POMGNT1-assoziierte Muskel-Auge-Gehirnkrankheit sind die Patienten noch schwerer betroffen. Diese Phänotypen werden im OMIM-Katalog als Congenital Muscular Dystrophy-Dystroglycanopathy with Brain and Eye Anomalies Typ A3 (MDDGA3) zusammengefasst.

## Weiterführende Literatur
- E. M. Clement, C. Godfrey u. a.: Mild POMGnT1 mutations underlie a novel limb-girdle muscular dystrophy variant. In: Archives of Neurology, Band 65, Nummer 1, Januar 2008, S. 137–141; doi:10.1001/archneurol.2007.2. PMID 18195152.
- C. Godfrey, E. Clement u. a.: Refining genotype phenotype correlations in muscular dystrophies with defective glycosylation of dystroglycan. In: Brain: a journal of neurology, Band 130, Pt 10, Oktober 2007, S. 2725–2735, ISSN 1460-2156. doi:10.1093/brain/awm212. PMID 17878207.